# Hartmut Abendschein
Hartmut Abendschein (Schwäbisch Hall, 7 octobre 1969) est un écrivain germano-suisse.

## Biographie
Hartmut Abendschein étudia les philologies germaniques et anglaise à Stuttgart, à Constance et à Glasgow, et il s'installa à Berne en 2003 où il est l'auteur du  blog taberna kritika – kleine formen,.

## Œuvres
- Notula Nova - Theorie & Praxis (Auswahl). In: Idiome Nr. 4. Klever, Vienne, 2011.
- The Chomskytree-Haiku (Rhizome(Rhizome)) / TCT-H (R(R)). Eine intermediale Allegorie poetischen Arbeitens. Online-Installation, Berne, 2011.
- Ueberich I. Datenbank der Realfiktionen / Database of real fiction 1(2)/2009. Vidéo (60 min), Berne 2011.
- Franz Kafka - Kleine Formen; gesammelt und gelesen von Fritz Michel und Hartmut Abendschein. edition taberna kritika, Bern 2010,  (ISBN 978-3-905846-10-2).
- Bibliotheca Caelestis. Tiddlywikiroman. edition taberna kritika, Berne, 2008
- Die Träume meiner Frau. Hybride Stoffe. Athena Verlag, Oberhausen 2007
- die horizontlüge. gedichte & kleine prosa. edition taberna kritika, Berne, 2007
- Franz Dodel/Hartmut Abendschein (Hrsg.): Wissen und Gewissen, eine literarische Anthologie. Stämpfli, Berne, 2005,  (ISBN 3-7272-1297-7).